# Аккермановка
Аккерма́новка (рос. Аккермановка) — селище у складі Новотроїцького міського округу Оренбурзької області, Росія.

## Населення
Населення — 1614 осіб (2010; 1271 у 2002).